# Nirina Zubir
Nirina Roudatul Jannah Zubir née le 12 mars 1980 à Antananarivo en Madagascar est une actrice et animatrice de télévision Indonésienne.

## Filmographie sélective

### Cinéma
- 2021 : Party dans Ali & Ratu Ratu Queens de Lucky Kuswandi[1].